# 就算…
《就算…》（たとえ　どんなに…）為日本女歌手西野加奈於2011年11月9日發行的15th單曲。

## 解說
- 與前作《Esperanza》相隔約6個月。
- 2011年第三張單曲。封面風格很有戀愛少女情懷。

## 發行版本
- CD ONLY（初回限定盤）
- CD ONLY

## 曲目
1. 就算…
作詞：西野加奈、 作曲：DJ Mass、Toshihiro Takita、Hiroshi Yoshida、編曲：VIVID Neon*、Toshihiro Takita
2. just the way you are
作詞：西野加奈、作曲：WolfJunk、mayula、編曲：WolfJunk
3. Secret
作詞：西野加奈、DJ Mass、hiro:n、作曲：DJ Mass(VIVID Neon*)・Hiroshi Yoshida・、編曲：DJ Mass(VIVID Neon*)・Hiroshi Yoshida・